# CS Tiligul-Tiras Tiraspol
El CS Tiligul-Tiras Tiraspol fue un club de fútbol de Moldavia que alguna vez militó en la Divizia Națională, la liga de fútbol más importante del país.

## Historia
Fue fundado en el año 1938 en la ciudad de Tiraspol con el nombre Spartak Tiraspol, al noreste del país, conocido por ser el equipo original y más viejo de la ciudad y era el único equipo hasta que en el año 2002 el hasta ese momento el equipo conocido como Constructorul Chişinău se mudó de la capital Chisináu a Tiraspol para dar origen al FC Sheriff, su gran rival. Durante la existencia de la Unión Soviética, llegó a jugar en la Primera División de la Unión Soviética en 1992. Ganó el título de Liga 1 vez durante la etapa soviética, pero fue campeón de Copa en 3 ocasiones en 5 finales jugadas.
A nivel internacional participó en 8 torneos continentales, donde su mejor participación fue en la Copa Intertoto del 2002, en la que avanzó hasta la Segunda ronda.
En el año 2009, el equipo desapareció a causa de la falta de fondos necesarios para mantener al equipo con vida.

## Palmarés
- Divizia Națională: 1

1956
- Copa de Moldavia: 3

1992/93, 1993/94, 1994/95
- - Finalista: 2

1992, 1995/96

## Participación en competiciones de la UEFA
- Copa UEFA: 3 apariciones

1997 - Primera ronda clasificatoria
1998 - Primera ronda clasificatoria
1999 - Primera ronda clasificatoria
- Recopa de Europa de Fútbol: 2 apariciones

1995 - Ronda Preliminar
1996 - Ronda Preliminar
- Copa Intertoto: 3 apariciones

2000 - Primera ronda
2002 - Segunda ronda
2006 - Primera ronda